# Gesù Vecchio (Nápoly)
A Gesù Vecchio, teljes nevén Gesù Vecchio dell’Immacolata di Don Placido egykori jezsuita templom (egyben bazilika) Nápoly történelmi központjában.

## Története
A Vecchio (azaz régi) megnevezést a Gesù Nuovo (azaz új) templom megépítése után kapta megkülönböztetésképpen. Az első templomot ezen a helyen 1563-ban építették Pietro Provedi tervei alapján a városi jezsuiták számára. 1608 és 1623 között teljesen átépítették valamint megtoldották egy kollégiumi épülettel is három jezsuita tervező vezetésével: Giovanni Tristano, Giovanni De Rosis és Giuseppe Valeriano. Miután 1767-ben a jezsuitákat kiűzték a városból, a kollégium és a templom a nápolyi egyetem tulajdonába került. A kollégiumi épületbe a könyvtár költözött be. A templom nevét ekkor Santissimo Salvatoréra változtatták.

## Leírása
Barokk homlokzata a 17. században készült el Giovan Domenico Vinaccia tervei alapján. A latin kereszt alaprajzú, egyhajós belsőhöz gazdagon díszített oldalkápolnák csatlakoznak. A belső freskók és díszítések Battistello Caracciolo, Marco Pino, Girolamo Cenatiempo, Cesare Fracanzano valamint Pietro Ghetti nevéhez fűződnek.